# Fauste de Cordoue
Pour les articles homonymes, voir Fauste.
Fauste martyr à Cordoue en 304, est honoré comme saint le 13 octobre.

## Source
Cet article comprend des extraits du Dictionnaire Bouillet. Il est possible de supprimer cette indication, si le texte reflète le savoir actuel sur ce thème, si les sources sont citées, s'il satisfait aux exigences linguistiques actuelles et s'il ne contient pas de propos qui vont à l'encontre des règles de neutralité de Wikipédia.